# إميل بارث
إميل بارث (بالألمانية: Emil Barth) هو سياسي ألماني، ولد في 1879 في هايدلبرغ في ألمانيا، وتوفي في 1941 في برلين في ألمانيا. نشط حزبياً في الحزب الديمقراطي الاجتماعي الألماني.